# 城堡探索者
《城堡探索者》是英国DK Multmedia开发的教育游戏，1996年发行于Windows和Macintosh。玩家在游戏中探索城堡结构的内部工作方式。游戏使用仿中古文本。
玩家扮演听差男孩充当暗探，进入城堡为国王打探信息。
《温哥华太阳报》称游戏“令人信服、引人入胜、有教育意义”。法伊贝尔称，游戏“精致、激动人心、有教育意义。强推！”太阳哨兵报认为，教育内容因糟糕的游戏机制而打折；不过，一本探索系列的书籍认为两者融合地很好。